# Marcellin Randriamamonjy
Marcellin Randriamamonjy (ur. 12 kwietnia 1963 w Sandrandahy) – madagadkarski duchowny rzymskokatolicki, w latach 2009–2024 biskup Fenoarivo Atsinanana, biskup Farafangany (nominat).

## Życiorys
Święcenia kapłańskie przyjął 30 sierpnia 1992. Pracował głównie w seminarium w Vohitsoa, zaś w latach 2003-2008 był jego rektorem.
10 lutego 2009 został mianowany biskupem Fenoarivo Atsinanana. Sakry biskupiej udzielił mu 17 maja 2009 bp Désiré Tsarahazana.
31 października 2024 papież Franciszek mianował go biskupem diecezji Farafangana.